# Pavel Kolobkov
Pavel Anatolevitch Kolobkov (em russo: Па́вел Анато́льевич Колобко́в; Moscou, 22 de setembro de 1969) é um ex-esgrimista e político russo, antigo ministro de esporte da Rússia e vencedor de múltiplas medalhas olímpicas, mundiais e continentais.

## Biografia
Pavel Kolobkov nasceu na cidade de Moscou, no dia 22 de setembro de 1969. No âmbito acadêmico, graduou-se no Instituto Central Estadual de Cultura Física e na Academia Estadual de Direito de Moscou.

### Carreira esportiva
Começou a praticar esgrima aos dez anos de idade, no Clube Esportivo do Exército Central. Integrou pela primeira vez a equipe de espada da União Soviética em 1987. No ano seguinte, fez sua estreia em Olimpíadas, ganhando a medalha de bronze por equipes nos Jogos de Seul.
Em 1991, tornou-se campeão mundial em Budapeste, título que voltaria a conquistar em 1993, 1994, 2002, 2003 e 2005. Nos Jogos Olímpicos de Sydney, consagrou-se também campeão olímpico. Ao todo, participou de cinco Olimpíadas, conquistando seis medalhas.

### Carreira política
Em 2010, ocupou um cargo na Câmara Cívica da Federação Russa. Tão logo assumiu o cargo, sua carreira política evoluiu e acabou sendo nomeado vice-ministro de esporte em 5 de outubro de 2010. Em 9 de agosto de 2011, foi nomeado chefe da delegação russa dos Jogos Olímpicos de 2012, em Londres.
Em 19 de outubro de 2016, foi nomeado ministro de esporte do gabinete de Dmitri Medvedev, sucedendo Vitali Mutko. Permaneceu no cargo por quase quatro anos, renunciando em 15 de janeiro de 2020. Foi substituído por Oleg Matytsin.

## Palmarès
Jogos Olímpicos
| Ano  | Local     | Evento             | Posição | Ref.  |
| ---- | --------- | ------------------ | ------- | ----- |
| 2000 | Sydney    | Espada individual  | 1.ª     | [ 1 ] |
| 1992 | Barcelona | Espada individual  | 2.ª     | [ 1 ] |
| 1996 | Atlanta   | Espada por equipes | 2.ª     | [ 1 ] |
| 1988 | Seul      | Espada por equipes | 3.ª     | [ 1 ] |
| 1992 | Barcelona | Espada por equipes | 3.ª     | [ 1 ] |
| 2004 | Atenas    | Espada individual  | 3.ª     | [ 1 ] |

Campeonatos Mundiais
| Ano  | Local          | Evento             | Posição | Ref.  |
| ---- | -------------- | ------------------ | ------- | ----- |
| 1991 | Budapeste      | Espada por equipes | 1.ª     | [ 1 ] |
| 1993 | Éssen          | Espada individual  | 1.ª     | [ 1 ] |
| 1994 | Atenas         | Espada individual  | 1.ª     | [ 1 ] |
| 2002 | Lisboa         | Espada individual  | 1.ª     | [ 1 ] |
| 2003 | Havana         | Espada por equipes | 1.ª     | [ 1 ] |
| 2005 | Lípsia         | Espada individual  | 1.ª     | [ 1 ] |
| 1997 | Cidade do Cabo | Espada individual  | 2.ª     | [ 9 ] |
| 2002 | Lisboa         | Espada por equipes | 2.ª     | [ 9 ] |
| 1988 | Orleães        | Espada por equipes | 3.ª     | [ 9 ] |
| 1989 | Denver         | Espada individual  | 3.ª     | [ 9 ] |
| 1999 | Seul           | Espada individual  | 3.ª     | [ 9 ] |

Campeonatos Europeus
| Ano  | Local        | Evento             | Posição | Ref.  |
| ---- | ------------ | ------------------ | ------- | ----- |
| 1996 | Limoges      | Espada individual  | 1.ª     | [ 9 ] |
| 2000 | Funchal      | Espada individual  | 1.ª     | [ 9 ] |
| 2002 | Moscou       | Espada por equipes | 2.ª     | [ 9 ] |
| 2003 | Burges       | Espada individual  | 2.ª     | [ 9 ] |
| 2005 | Zalaegerszeg | Espada individual  | 2.ª     | [ 9 ] |
| 1998 | Plovdiv      | Espada por equipes | 3.ª     | [ 9 ] |
| 1999 | Bolzano      | Espada individual  | 3.ª     | [ 9 ] |
| 2001 | Coblença     | Espada individual  | 3.ª     | [ 9 ] |
| 2004 | Copenhague   | Espada individual  | 3.ª     | [ 9 ] |
| 2006 | Esmirna      | Espada individual  | 3.ª     | [ 9 ] |

## Condecorações
- Homenageado Mestre do Esporte da URSS (1992)[10]
- Medalha da Ordem Por Mérito à Pátria - II grau (6 de janeiro de 1997)[11]
- Ordem de Honra (19 de abril de 2001)[12]
- Medalha da Ordem Por Mérito à Pátria - I grau (18 de fevereiro de 2006)[13]
- Certificado de Honra (2 de fevereiro de 2013)[14]
- Ordem de Alexandre Nevskí (2019)[15]